# Liste der deutschen Botschafter in Österreich
Liste der deutschen Botschafter in Wien.

## Botschafter
| Name                                                                    | Bild               | Amtszeit           | Anmerkungen                                                         |
| Norddeutscher Bund                                                      | Norddeutscher Bund | Norddeutscher Bund | Norddeutscher Bund                                                  |
| ----------------------------------------------------------------------- | ------------------ | ------------------ | ------------------------------------------------------------------- |
| Karl von Werther (1809–1894)                                            |                    | 1867–1869          | von Werther war zuvor preußischer Gesandter in Österreich (ab 1859) |
| Hans Lothar von Schweinitz (1822–1901)                                  |                    | 1869–1871          |                                                                     |
| / Deutsches Reich                                                       |                    |                    |                                                                     |
| Hans Lothar von Schweinitz (1822–1901)                                  |                    | 1871–1876          |                                                                     |
| Graf Otto zu Stolberg-Wernigerode (1837–1896)                           |                    | 1876–1878          |                                                                     |
| Heinrich VII. Prinz Reuß (1825–1906)                                    |                    | 1878–1894          |                                                                     |
| Fürst Philipp zu Eulenburg-Hertefeld (1847–1921)                        |                    | 1894–1902          |                                                                     |
| Graf Carl von Wedel (1842–1919)                                         |                    | 1902–1907          |                                                                     |
| Heinrich Leonhard von Tschirschky und Bögendorff (1858–1916)            |                    | 1907–1916          |                                                                     |
| Graf Botho von Wedel (1862–1943)                                        |                    | 1916–1919          |                                                                     |
| Prinz Wilhelm zu Stolberg-Wernigerode (1870–1931)                       |                    | 1919–1920          |                                                                     |
| Frederic von Rosenberg (1874–1937)                                      |                    | 1920–1922          |                                                                     |
| Maximilian Pfeiffer (1875–1926)                                         |                    | 1922–1926          |                                                                     |
| Hugo Graf von und zu Lerchenfeld auf Köfering und Schönberg (1871–1944) |                    | 1926–1931          |                                                                     |
| Kurt Rieth (1881–1969)                                                  |                    | 1931–1934          |                                                                     |
| Franz von Papen (1879–1969)                                             |                    | 1934–1938          |                                                                     |
| „Anschluss“ Österreichs an das Deutsche Reich 1938–1945                 |                    |                    |                                                                     |
| BR Deutschland                                                          |                    |                    |                                                                     |
| Carl-Hermann Müller-Graaf (1903–1963)                                   |                    | 1953–1961          |                                                                     |
| Friedrich Janz (1898–1964)                                              |                    | 1961–1963          |                                                                     |
| Josef Löns (1910–1974)                                                  |                    | 1963–1970          |                                                                     |
| Hans Schirmer (1911–2002)                                               |                    | 1970–1974          |                                                                     |
| Horst Grabert (1927–2011)                                               |                    | 1974–1979          |                                                                     |
| Maximilian Graf von Podewils-Dürniz (1919–1982)                         |                    | 1979–1982          |                                                                     |
| Hans Heinrich Noebel (1921–2016)                                        |                    | 1982–1986          |                                                                     |
| Dietrich Graf von Brühl (1925–2010)                                     |                    | 1986–1990          |                                                                     |
| Philipp Jenninger (1932–2018)                                           |                    | 1991–1995          |                                                                     |
| Ursula Seiler-Albring (* 1943)                                          |                    | 1995–1999          |                                                                     |
| Wiltrud Holik (* 1940)                                                  |                    | 1999–2002          |                                                                     |
| Hans-Henning Horstmann (* 1945)                                         |                    | 2002–2006          |                                                                     |
| Gerd Westdickenberg (* 1944)                                            |                    | 2006–2009          |                                                                     |
| Hans Henning Blomeyer-Bartenstein (* 1950)                              |                    | 2009–2012          |                                                                     |
| Detlev Rünger (* 1955)                                                  |                    | 2012–2015          |                                                                     |
| Johannes Haindl (* 1956)                                                |                    | 2015–2019          |                                                                     |
| Ralf Beste (* 1966)                                                     |                    | 2019–2022          |                                                                     |
| Michael Klor-Berchtold (* 1957)                                         |                    | 2022–2023          |                                                                     |
| Vito Cecere (* 1967)                                                    |                    | seit 2023          |                                                                     |

## Weblink
- Website der Deutschen Botschaft Wien